# Apfelstrudel
Apfelstrudel (of appelstrudel) is een traditioneel gebak uit het voormalig Oostenrijk-Hongarije. Het is vooral in dit gebied erg populair en maakt deel uit van de Oostenrijkse keuken.  Apfelstrudel bestaat uit deeg, plakjes appel en rozijnen. Het was oorspronkelijk voedsel voor arme mensen, maar gold later als een culinair hoogstaand gerecht. Apfelstrudel wordt in Oostenrijk vaak gegeten met warme vanillesaus.
De apfelstrudel is gebaseerd op het gerecht 'baklava' en vond vanuit het Ottomaanse Rijk zijn weg naar het toenmalige Oostenrijk-Hongarije. Het gebak is daardoor ook populair in Hongarije. Het heet daar almásrétes. 
Strudel wordt gemaakt van een elastisch, zeer dun uitgetrokken deeg. De appelplakjes worden niet verdeeld over het gehele deeg, maar slechts over een kleine strook. Door het deeg op te rollen ontstaan verschillende dunne laagjes, die na het bakken doen denken aan bladerdeeg.
Wanneer de appel over het gehele oppervlak verdeeld wordt zullen ook laagjes deeg tussen de vulling terechtkomen na het oprollen, deze laagjes worden niet gaar. Hieraan herkent men de traditionele apfelstrudel. In Oostenrijk wordt dit gezogen Strudel, oftewel 'getrokken strudel' genoemd. Het is echter eenvoudiger om een strudel te maken van bladerdeeg.

## Benamingen
Apfelstrudel wordt in Italië "Strudel di mele", in Polen “strudel jabłkowy”, in Roemenië "Ștrudel de mere", in Slovenië "jabolčni zavitek", in Kroatië "štrudla od jabuka" of "savijača s jabukama", en in Hongarije Almásrétes genoemd.